# Lom nad Volčo
Lom nad Volčo is een plaats in Slovenië en maakt deel uit van de gemeente Gorenja vas-Poljane in de NUTS-3-regio Gorenjska. De plaats telde 51 inwoners op 1 januari 2020.
Het is een klein dorp gelegen in de regio Zilina, in het noorden van Slowakije. Het dorp bevindt zich in het bergachtige gebied van de Grote Fatra. Het dorp ligt in een gebied met weiden heuvels en in een vallei. Er zijn veel traditionele houten huizen en enkele restaurants en lokale winkels. 